# عرقلة حركة المرور

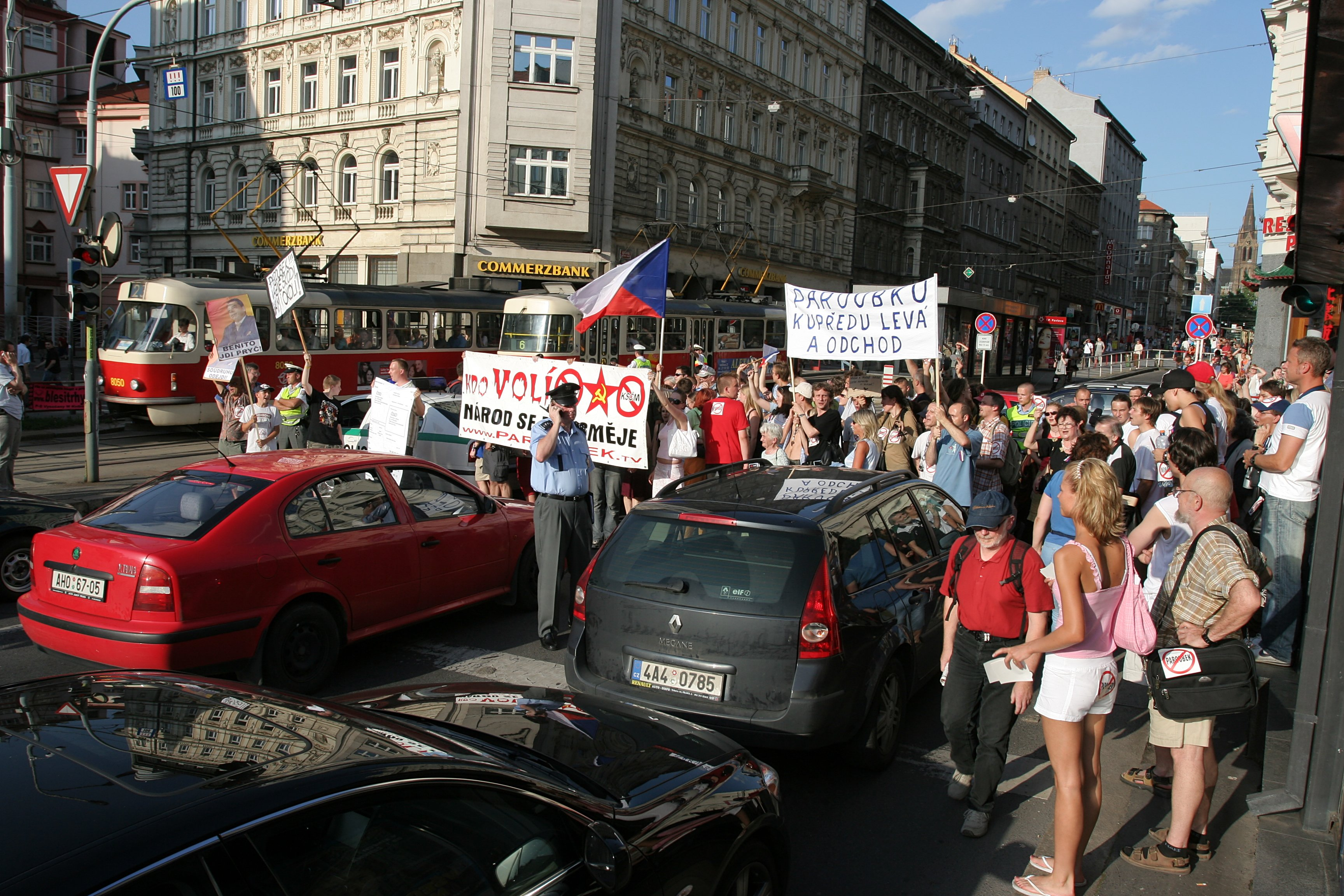
احتجاج عام 2006 ضد رئيس الوزراء التشيكي جيري باروبيك، مما أدى إلى إغلاق أحد تقاطعات الطرق الرئيسية في براغ.

عرقلة حركة المرور (بالإنجليزية: Traffic obstruction)‏ هي تكتيك شائع يُستخدم أثناء الاحتجاجات العامة والمظاهرات السياسية.

## الشرعية
تعتبر معظم السلطات القضائية عرقلة حركة المرور نشاطًا غير قانوني، وقد وضعت قواعد لمقاضاة أولئك الذين يعرقلون أو يعيقون أو يتدخلون بطريقة أخرى في التدفق الطبيعي لحركة مرور المركبات أو المُشاة في شارع عام أو طريق سريع. تُعاقب بعض السلطات القضائية أيضًا حركة مرور المركبات البطيئة. غالبًا ما يُعتبر تدفق حركة المرور دون عوائق في الطريق العام حقًا مشتركًا.[بحاجة لمصدر]

## أمثلة
تشمل أمثلة عرقلة حركة المرور المتعمدة التي تهدف إلى صياغة أجندة احتجاجية: احتجاجات تمرد ضد الانقراض، وإضراب مراقبي الحركة الجوية، وثورات الطرق السريعة، وركوب الدراجات ذات الكتلة الحرجة، وإغلاق التقاطعات، وعرقلة النقل بالسكك الحديدية للوقود النووي في ألمانيا، وإغلاق الطرق من قبل المزارعين أو سائقي الشاحنات. في فرنسا وبلدان أخرى، والتأثير على عمليات النفق الأوروبي بسبب أزمة المهاجرين حول كاليه، واحتجاجات خطوط الأنابيب (مثل مظاهرات خط أنابيب داكوتا)، وما إلى ذلك.[بحاجة لمصدر]

## راستا روكو

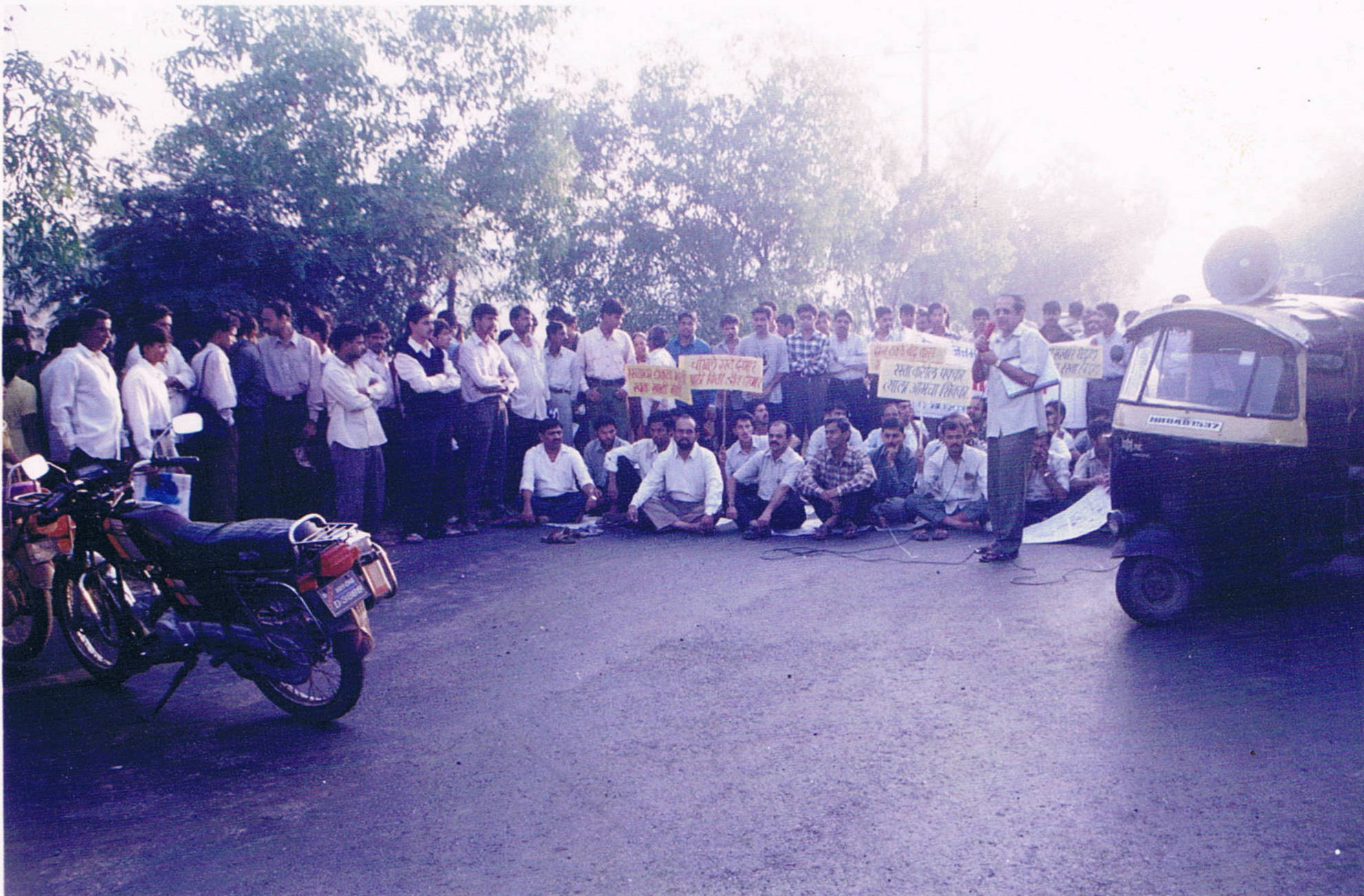
راستا روكو (Raasta roko)

راستا روكو (بالهندية: عرقلة الطريق) هو شكل من أشكال الاحتجاج يُمارس بشكل شائع في الهند. وعادة ما ينطوي على قيام أعداد كبيرة من الأشخاص بمنع حركة مرور المركبات من استخدام طريق مزدحم. حركة المشاة غير مستهدفة.
روكو السكك الحديدية (Rail roko) هو عرقلة مماثلة للسكك الحديدية.